# Rhynchomys isarogensis
Espèce
Statut de conservation UICN

 VU D2 : Vulnérable
Rhynchomys isarogensis est une espèce de rongeur de la famille des Muridae, endémique des Philippines.

## Taxonomie
L'espèce est décrite pour la première fois par les naturalistes Musser & Freeman en 1981.

## Répartition

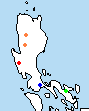
Répartition des espèces du genre Rhynchomys
sur l'île de Luçon aux Philippines :
R. isarogensis
R. soricoides
R. tapulao
R. banahao

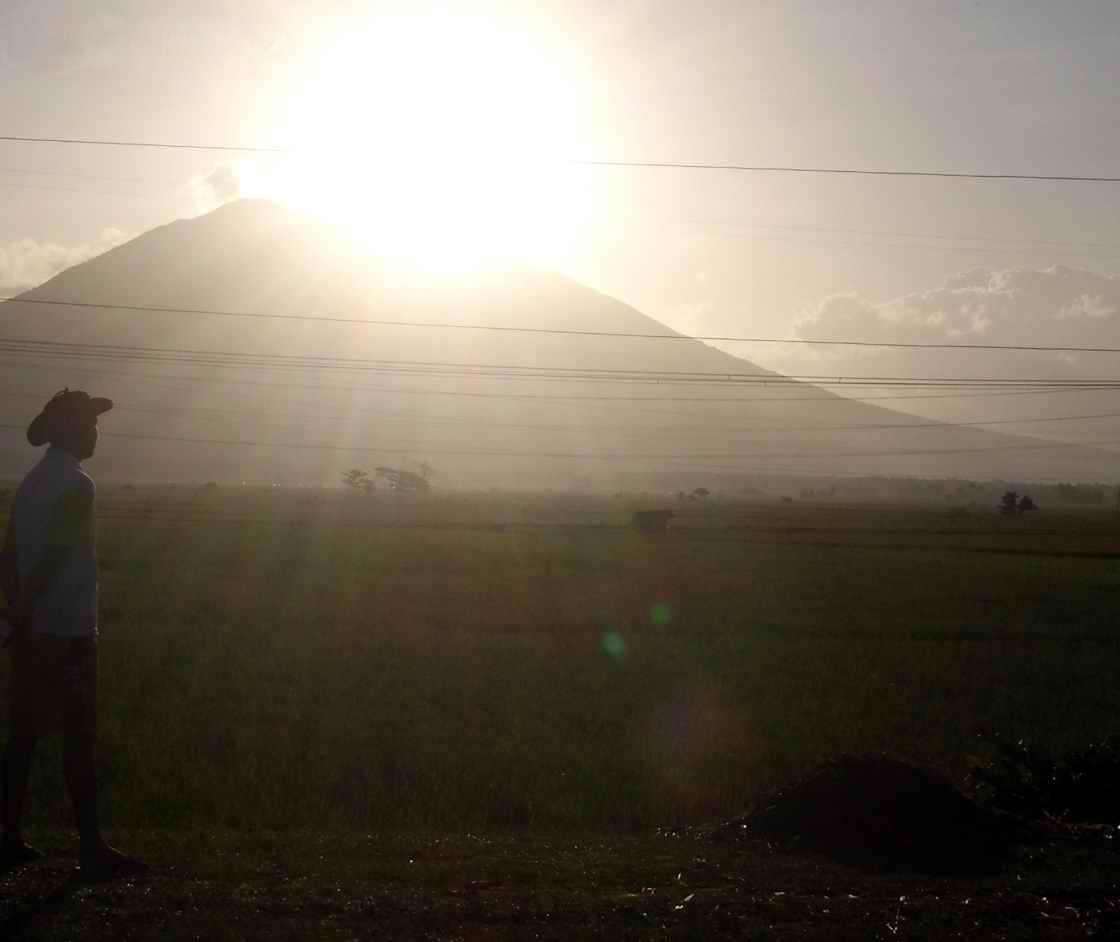
Le mont Isarog aux Philippines dont l'espèce est endémique.

L'espèce est endémique de la forêt primaire humide de l'île de Luçon aux Philippines, sur le mont Isarog du parc national du mont Isarog (province de Camarines Sur) de 1 125 à 1 750 mètres d'altitude.

## Menaces
L'Union internationale pour la conservation de la nature la distingue comme « Espèce vulnérable (VU) » sur sa liste rouge.